# 大森隆志
大森 隆志（おおもり たかし、1956年〈昭和31年〉12月12日 - ）は、日本の男性ミュージシャン、ギタリスト。ロックバンドであるサザンオールスターズの元メンバーで、結成時から2001年8月7日の脱退まで、ギターを担当していた。宮崎県出身。宮崎大宮高等学校卒業、青山学院大学経済学部夜学中退。愛称は、ター坊。身長は178センチメートル。

## 概要
1975年に青山学院大学経済学部夜学に入学。大学の音楽サークルに所属、アマチュア時代の桑田佳祐がやっていたバンドに興味を持ち、1977年にサザンオールスターズにギタリストとして加入した。頻繁にメンバーが入れ替わっていたバンドの状態に懸念を示し、松田弘や野沢秀行らを勧誘して「EastWest」に参加、デビューの契機を作る。1978年6月25日にビクター音楽産業より、サザンとして「勝手にシンドバッド」でメジャーデビューした。23年間在籍したが、2001年8月7日に脱退。所属していたアミューズとビクターからも離れ独立、ソロアーティストとなる。2006年5月11日に妻と共に覚醒剤取締法違反と大麻取締法違反の現行犯で逮捕され、7月に執行猶予付きの有罪判決を受ける。2007年12月からは音楽活動を再開している。

## 人物

### 音楽
- サザンではギターを担当していた。桑田が大森を加入させた理由として、候補がほかに2、3人いたが、1人は「チャランポランでダメ」、もう1人は「テクニックはあるけれどどうもボクよりも音楽を知ってる」といい、大森に対しては「彼はそのどっちでもない」「じゃ下手かっていうと、違う、しっかりちゃんとやってる」「本当にこいつならまかせられると思った」と述べていた[10]。
- アマチュア時代、大森はバンドのメンバーチェンジを何度も繰り返す桑田の状況に懸念を示し、「ちゃんとしたバンドをやろうよ」と声をかけ、青山学院大学の学生ではなかった松田弘、野沢秀行をバンドに勧誘し、各メンバーの親の承諾を得たうえで自ら「EastWest」に申し込んだ。EastWestで桑田がベストボーカル賞を獲得したことがきっかけでデビューしている[6][7]。これについて桑田は「サザンにとってもデビューするきっかけを作ってくれたのが大森君。彼がいなければ『いとしのエリー』も『TSUNAMI』もなかった」と振り返っている[11]。
- 2000年の年越しライブを肉体的疲労や、リフレッシュなどを理由に欠席し[12]、2001年8月7日に「2、3年という短い期間ではなくじっくりと長い時間をかけて大森個人のソロ活動に集中するため」という理由で脱退。ソロ・アーティストとなる。この脱退は同月11日に桑田のラジオ番組で初めて発表。12日にはスポーツ紙などで報道され、13日にはサザンの公式サイト及び脱退を受けて作成されたファンクラブ会報『代官山通信』の臨時版で改めて6人の写真・コメント付きで報告された。アミューズはこの脱退はあくまでもサザンのメンバー全員が前向きに検討した末に出した結論であり、グループとしての活動やメンバー間の関係を否定するものではないことをコメントした[1][11]。これについて桑田は「おれとしては、まぁ23年間やってきた家族みたいなもんだから、ギター練習したりして、また戻ってくるのを待ってるからさぁ、みたいなことを言いまして、彼もまたそれを承諾してくれたんですけど……。ただ、彼の律義な性格からすると、最終的に脱退、独立という形が一番前向きな結論かなということになりました」「彼の持ち味を出してあげられなかった。繊細で傷つきやすい男だから、私のように自分のことしか考えない者が無神経な一言でソロ活動に拍車をかけたのも事実」といった自責の念を発言している[13][11]。各メンバーも大森に対して前向きなコメントを出し[1]、後に大森はサザンのメンバーに関しては「戦友」であると述べた[14]。
- サザンでも何曲かボーカル曲があり、その際には作詞・作曲も自ら担当している。また、ソロユニットTABO'S PROJECTを結成しシングルとアルバムを発表しているほか、大森隆志名義でのソロアルバムも1枚発表している。サザンを独立後にもソロミュージシャンとしてライブを中心に活動しており、新ユニットPROJECT OAとしてテレビ出演も果たす。以後、さまざまなアーティストとジョイント・ライブ活動、また障害者の施設にて演奏披露、大和ミュージアムのオープン記念式典プロデュースと、ボランティア活動にも意欲を見せている。
- 高橋ジョージとは「盟友」であり、BOROとは「兄弟以上の関係」と述べている[15]。
- 桑田佳祐とまた音楽をやりたい気持ちが残っている[16]。

### その他
- 大森の人柄について桑田佳祐からは「新庄のように宇宙人的で自由奔放で、その反面、繊細で優しくて一本気な男」と評されている[11]。
- 1980年代に、元「ゴールデンハーフ・スペシャル」のリンダ[注釈 2]と結婚したが、後に離婚した。1990年代に入ってから現在の妻と再婚した[17]。
- 創価学会会員であり、サザン脱退の原因は学会への熱心な活動にあると報じられたことがあるが、アミューズはそれが脱退の原因であることを否定している[13]。
- 2006年に入ってからは大森隆志、およびPROJECT OAとしての活動は発表されず、その後の活動予定が不透明となっていた。また、このころ公式ホームページの掲示板が閉鎖され、大森自身が執筆している日記も更新が滞り、4か月ぶりの更新されるも活動に関することが説明されていなかった。ファンクラブに関しては、会費の振込先が大森個人の口座であること、会報が送られてこないなどのトラブルが発生しているとも言われた[18]。
- 2006年5月11日、覚せい剤10グラム、大麻40グラムを所持していたとし、覚醒剤取締法違反と大麻取締法違反の現行犯で、妻と共に神奈川県警に逮捕された。大森本人は「自分で吸うために買った」と事実を認めたが、入手経路は当初「言えない」と黙秘した。自宅から押収された大麻が尋常な量ではなかったことから、暴力団とのからみもにらんで捜査が行われた。また、桑田はラジオ番組『桑田佳祐のキヤノンFMワンダーランド～やさしい夜遊び～』でこの事件に触れ大森を叱責する発言をした[19]。2006年7月19日の判決公判では、懲役2年6か月、執行猶予4年が言い渡された。その翌年から音楽活動を再開しており、ブログも開始し頻繁に更新している[8][9]。薬物の抜き打ち検査を自ら志願して行っている[16]。
- 脱退後および2006年の事件後は公の場で大森がサザンに在籍していたことについて触れられる頻度が減り、6人時代の映像[注釈 3]や写真が紹介される際には大森が映らないように編集される[20][注釈 4]、結成当初から5人であったかのような説明がなされる[注釈 5]、6人時代の楽曲も収録されている2018年のベストアルバム『海のOh, Yeah!!』の歌詞カードに名前がクレジットされないといった対応がなされた[注釈 6]。ただし周年ライブやテレビ出演では、大森の映る過去の映像が流れたり、大森に関係する楽曲が演奏されるケースがある。実際に2018年にサザンが「究極の大トリ」として出演した第69回NHK紅白歌合戦では、6人時代に出演したレッツゴーヤングや第30回NHK紅白歌合戦、ポップジャムなどの過去回がダイジェストで放送された[27]。2019年に行われた「LIVE TOUR 2019 “キミは見てくれが悪いんだから、アホ丸出しでマイクを握ってろ!!” だと!? ふざけるな!!」ではわすれじのレイドバック演奏時に6人時代の写真がバックモニターに映し出されたり、タイトルに6人時代の面影が残る「旅姿六人衆」を「旅姿四十周年」と銘打ち披露した[28]2023年8月放送のミュージックステーションでは6人時代含む過去の出演回がダイジェストで放送された[29]。同年9月開催の「茅ヶ崎ライブ2023」ではアンコールの「Ya Ya(あの時代 (とき)を忘れない)」演奏時に、バックモニターにザ・ベストテンに初出演した際の映像が流れた[30]。
- 桑田佳祐と最後に会ったのは2004年の桑田の父親の葬儀だったという。また、松田弘とは連絡をとり合っているという[16]。

## 来歴
- 1980年
  - サザンのシングル「いなせなロコモーション」カップリングの「LOVE SICK CHICKEN」で初のメインボーカル曲[注釈 7]を発表した。
- 1982年
  - 1stソロアルバム『真夜中のギターボーイ』を発表した。
  - 渋谷、京都、神戸、大阪にてライブハウスツアーを行った。
- 1986年
  - 135のデビューシングル「0%麗人」を作曲・プロデュースした。カップリングの「SOLDIER」も作曲した。
  - 音楽ユニットTABO'S PROJECTを、矢島賢（ギター）、NATSU（ボーカル）と共に結成。1stシングル「DANCE AWAY (ひとりぼっちにサヨナラ)／TRUTH」、1stアルバム『EYES OF A CHILD』発表した。
  - 原宿ラフォーレ・ミュージアムにて同アルバム発売記念ライブを2日間に渡り行う。結局このプロジェクトはこの2枚のみ発表し解散した。
  - 中村雅俊に楽曲「風が踊る午後に」を提供した。
  - 若林加奈にシングル曲「COOL～アナタガタリナイ～」を作曲した。
- 1988年
  - 日清パワーステーションのオープニングをプロデュースした。
- 1989年
  - イメージアルバム『ここはグリーン・ウッド』[注釈 8]収録曲「グリーン・ウッド・カーニバル～汝の日常を愛せよ」を作曲した。
- 1990年
  - 永田真代のアルバム『JUST ME』収録曲「水の惑星」を作曲した。
  - ビクターエンタテインメントの企画作品、『スノー・バードホテル』のプロデュースに参加。収録曲『SILENT MORNING』を作曲した。
  - 原田知世のアルバム『Blue in Blue』をプロデュース。収録曲「Silence Blue」「白い朝」「蒼い夢」を作曲した。
- 1991年
  - BOROのアルバム『薔薇と女』で、タイトル曲「薔薇の女」を作曲した。
  - 原田知世のアルバム『彩』をプロデュース。収録曲「Breeze」を作曲した。
  - ラングラーTVのCMソングを製作した。
  - 浅香唯のアルバム『硝子の都』収録曲、「宇宙への手紙」「サイクリング・ガール」を作曲した。さらにアルバム『STAY』のサウンド・プロデュースを担当、収録曲「友情」「Rhythm of Universe」を作曲。シングル曲「愛しい人と眠りたい」の作曲も担当する。
  - 「ワンコリアフェスティバル」に対して「もともと一つの家族なんだから、一日も早くあるべき姿に戻られんことを願ってやみません。」と賛同のコメントを寄せる[31]。翌年の1992年にも同じコメントを寄せている[32]。
- 1993年
  - 1995年まで約2年間にわたり、ラジオ番組『NICOS 3O'CLOCK JUMP』（Kiss-FM KOBE）のパーソナリティを務める。
- 1994年
  - 雪村いづみに楽曲「窓辺の天使」を提供した。
  - 松田弘 Sound Produce 岡本綾子の作品『SWING'S』収録曲のうち、4曲にギタリストとして参加した。
- 2000年
  - サザンのシングル「この青い空、みどり ～BLUE IN GREEN～」を最後に活動を休止した。なお、このシングルには参加している。
- 2001年
  - 8月7日、サザンオールスターズから独立した[33]。
  - 9月、公式ホームページ『omoritakashi.com.』を開設、運営している。
  - 10月、ラジオ番組『大森隆志、年中無休、海の家イェーィ!!』が宮崎放送、福岡RKB毎日放送、岐阜放送、北陸放送、福井放送の5局ネットで放送開始。企画・製作・パーソナリティを務める。
- 2002年
  - 渋谷A-X ハプニングス・フォーのライブにゲスト出演した。
- 2003年
  - 1月
    - 渋谷A-X 大阪 バナナ・ホールにて独立後初のライブ開催した。
    - シングル「遠い夏／熱いくちづけ」リリースした。
    - 自身専用レーベル“guitar-boy”を設立した。

  - 3月、BS朝日『原宿ロンチャーズ通り』で出演者にギター指導の協力をした。
  - 5月、活動視野を広げるために渡米した。難波正司がプロデュースする新人女性歌手、チェルシーのCDリリースに編曲とギターで参加。曲目は「イマジン」、「ホテル・カリフォルニア」など。
  - 7月
    - 横浜を皮切りにライブハウスツアーを行なう。
    - 神奈川、大阪、広島、宮崎、千葉、東京の6か所のライブハウスでアコースティック・ライブ及びプロ活動25周年記念ライブを開催した。

  - 8月、再び渡米。難波正司のCDリリースに再び協力、参加。滞在中はかつて親交を持った現地アーティストたちとの旧交をあたためる。
  - 9月、京都、名古屋のライブハウスにゲスト出演した。
  - 11月、元ゴダイゴのギタリスト、浅野孝巳の率いるT.A.G.C.のライブにゲスト出演した。
  - 12月
    - 横浜、横須賀の2か所のライブハウスにゲスト出演した。
    - 浅野孝巳とユニット結成を発表した。
- 2004年
  - T.A.G.C. with OAとして横浜、東京を中心に活動。
- 2005年
  - インストゥルメンタルアルバム『Song For You』をリリースした。
- 2006年
  - 5月11日、覚醒剤取締法違反と大麻取締法違反（いずれも所持）の現行犯で神奈川県警に逮捕される。
  - 7月13日、同事件で検察側は3年6か月を求刑。大森は「メンバーに迷惑をかけた」「ファンに大変申し訳ないことをした」と謝罪した。冒頭陳述では1991年ごろから大麻を使用していたことが発覚。裁判の内容を聞いた桑田をはじめとしたサザンのメンバーが大変ショックを受けていたことをアミューズの関係者がコメントしている[34]。
  - 7月19日、判決公判で懲役2年6か月、執行猶予4年の有罪判決が言い渡された。
- 2007年
  - 12月19日、公式ブログを開始。以後、音楽活動も再開している。
- 2011年
  - 7月8日、シングル『THE THEME OF YAMATO』をリリースした。
- 2013年
  - ブルースバンド・Cold Waters[注釈 9]に参加した。Cold Watersには、大森との親交の深いドラマー、古屋テツが在籍している。

## 作品

### TABO'S PROJECT

#### シングル
- DANCE AWAY (ひとりぼっちにサヨナラ) （1986年10月21日）
作詞：神沢礼江／作曲：矢島賢／編曲：TABO'S PROJECT
b/w TRUTH (Song For World Peace) 作曲：大森隆志／編曲：TABO'S PROJECT

#### アルバム
| 発売日        | タイトル        | 収録曲 |
| ------------- | --------------- | --- |
| 1986年11月5日 | EYES OF A CHILD | 1. FEEL 2. DANCE AWAY (ひとりぼっちにサヨナラ) 3. TIME’S STREET 4. EYES OF A CHILD 5. 突然炎のように 6. ティアーズ 7. LOGICAL PRESSURE 8. ふたりの宝島 9. TRUTH (Song For World Peace) |

### ソロ

#### シングル
- 熱いくちづけ / 遠い夏 （2003年1月1日）
作詞：大森隆志／作曲：大森隆志
ピアノ：渋井博／プログラミング：宮城壮一

- THE THEME OF YAMATO （2011年7月8日）
作詞：小林和子／作曲：大森隆志
b/w 九月の風(Featuring 日野 'JINO'賢二)

#### アルバム
| 発売日         | タイトル               | 収録曲 |
| -------------- | ---------------------- | --- |
| 1992年6月27日  | 真夜中のギター・ボーイ | 1. 情熱のラスト・キッス 2. ハイ・スピード 3. 君を想えば 4. ユダヤ人のように 5. オーロラに乗って 6. リトル・ウィング 7. グッドバイ・ハードボイルド 8. Together 9. グッドナイト・スウィートハート |
| 2005年1月1日   | Song For You           | 1. 9月の風 (with Bennie Maupin) 2. The Rhythm Of 8beat 3. Kenji 4. Ferrari 5. なんば君の事務所 (Acoustic Version)                                                                               |
| 2015年1月9日   | Guitar Boy Fantasia    | 1. Sunrise 2. 長者町の散歩道 3. Solbar 4. Bell Song 5. J-45 （For My Dear Friend） 6. Fantasia                                                                                                  |
| 2016年12月12日 | RISING                 | 1. Love Sick Chicken 2. 猫 3. Still I Love You 4. Rising 5. Southern Breeze 6. なんば君の事務所 7. プロヴァンスの夜明け 8. Father 9. 月夜の横浜 10. Song For You                                |
| 2019年11月18日 | Sky Dreams             | 1. Pathetique Sonata 2nd Mov .「悲愴」 2. Ferrari (Reiwa Version) 3. Jamming (J.T.M.A) 4. Scarlet Sarafan (Russian Folk Song) 5. Pomp and Circumstance「威風堂々」 6. Over The Rainbow          |
| 2023年7月19日  | TRUE LOVE              | 1. ミス・ブランニュー・ディ(MISS BRAND-NEW DAY) 2. Oh!クラウディア 3. チャコの海岸物語 4. いとしのエリー 5. 慕情 6. ラッパとおじさん(Dear M.Y’s Boogie) 7. メロディ(Melody) 8. TSUNAMI          |